# Dietmar Wurzer
Dietmar Wurzer (* 29. März 1972 in Gschnitz, Österreich) ist ein Trainer des österreichischen Behindertenskilaufs.
Er gewann mit der österreichischen Mannschaft 2007 und 2008 zweimal den Nationenweltcup und den Nationeneuropacup.
Wurzer ist seit 2009 als Berater im Bereich Behindertenskilauf für verschiedene Nationen tätig.